# Бленою
Бленою (рум. Blănoiu) — село у повіті Вилча в Румунії. Входить до складу комуни Раковіца.
Село розташоване на відстані 176 км на північний захід від Бухареста, 35 км на північ від Римніку-Вилчі, 128 км на північ від Крайови, 103 км на захід від Брашова.

## Населення
За даними перепису населення 2002 року у селі проживали 63 особи, усі — румуни. Усі жителі села рідною мовою назвали румунську.